# Vriange
Vriange ist eine französische Gemeinde im Département Jura in der Region Bourgogne-Franche-Comté. Sie gehört zum Arrondissement Dole und zum Kanton Authume. Die Gemeinde grenzt im Nordwesten an Offlanges, im Osten an Malange, im Südosten an Romange und im Südwesten an Amange.

## Bevölkerungsentwicklung
| Jahr                       | 1962 | 1968 | 1975 | 1982 | 1990 | 1999 | 2008 | 2017 |
| -------------------------- | ---- | ---- | ---- | ---- | ---- | ---- | ---- | ---- |
| Einwohner                  | 154  | 149  | 123  | 126  | 142  | 137  | 129  | 156  |
| Quellen: Cassini und INSEE |      |      |      |      |      |      |      |      |

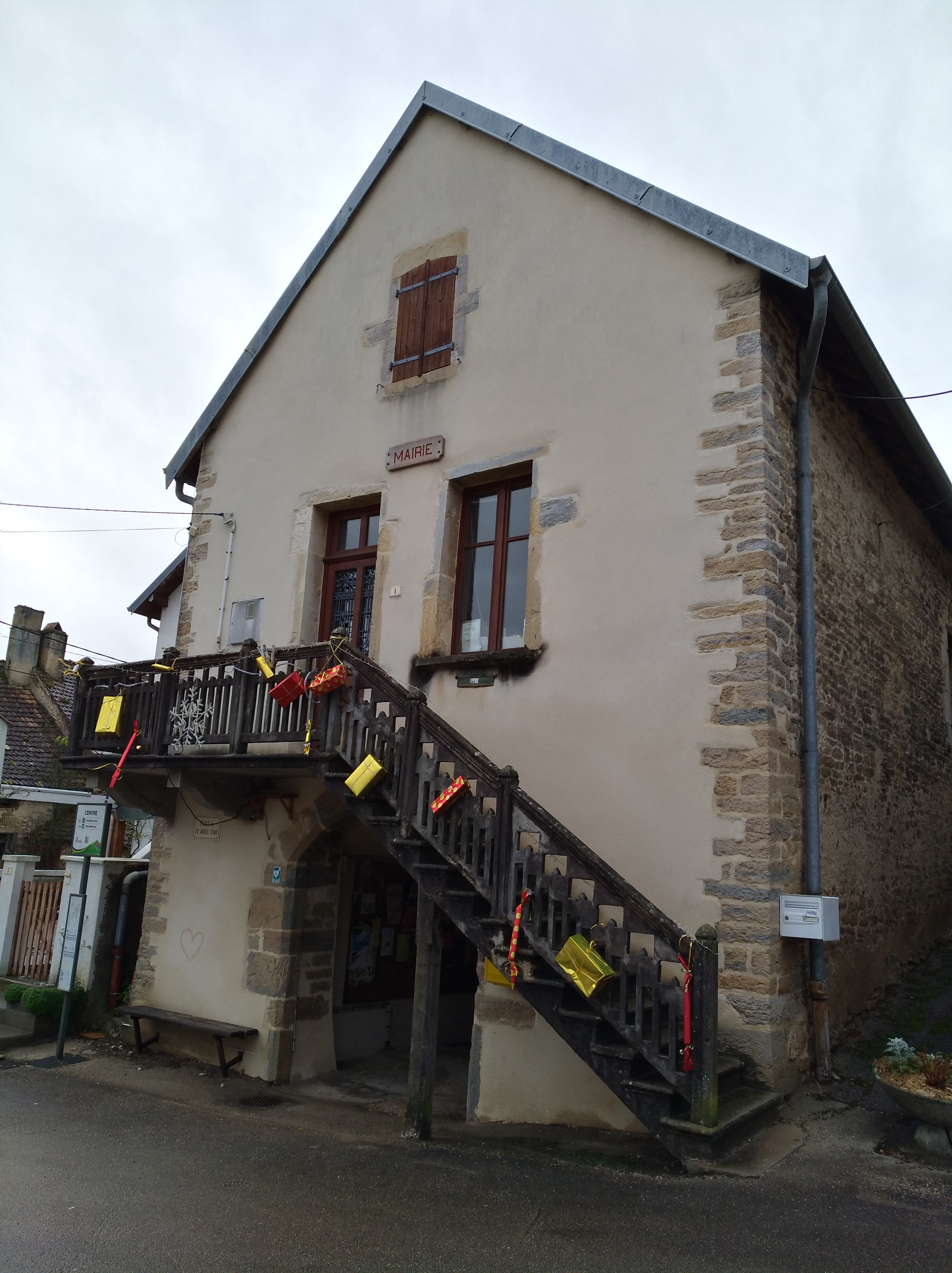
Mairie Vriange
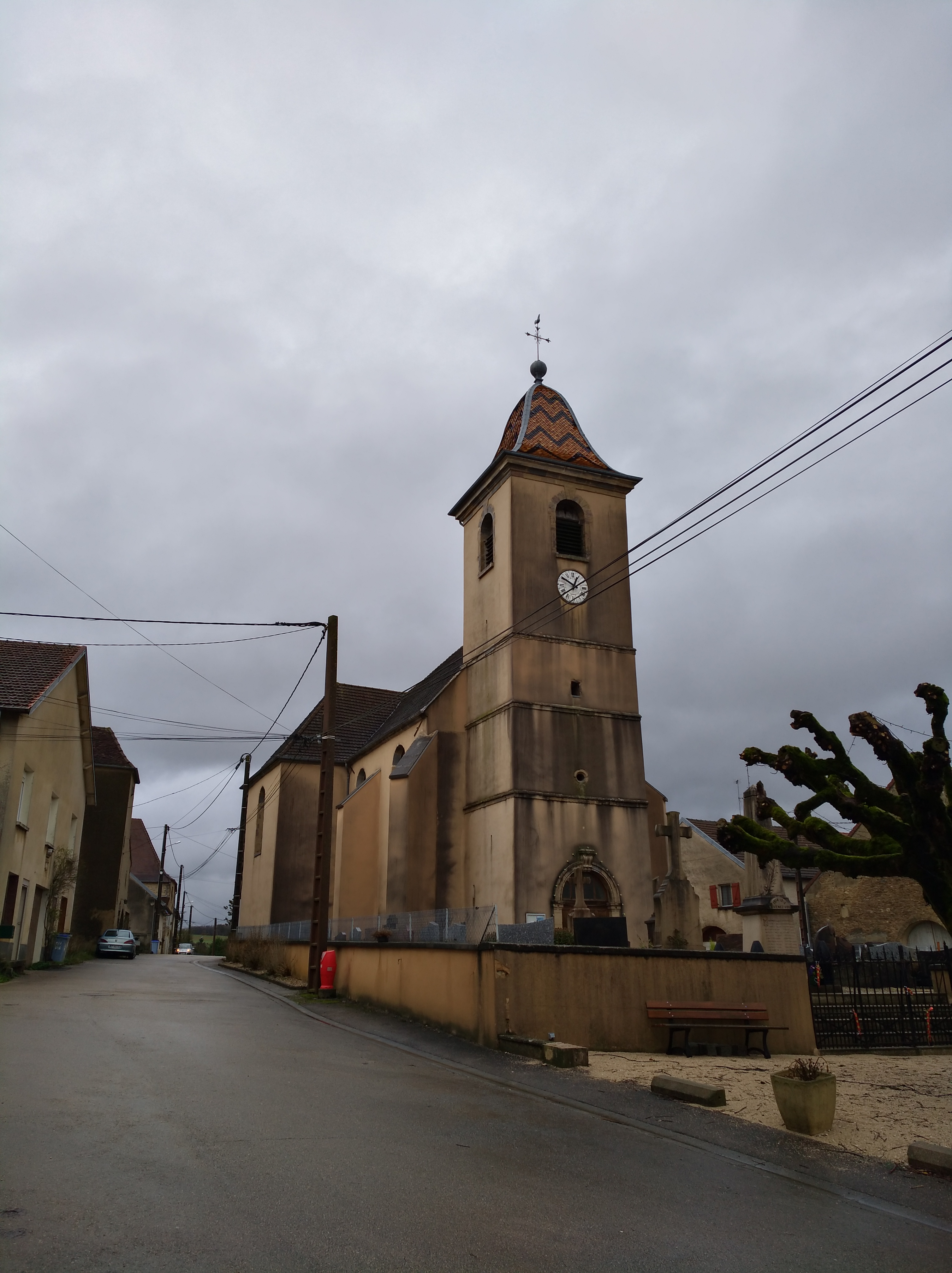
Kirche Mariä Himmelfahrt